# Wailers Band
|  | Aquest article tracta sobre la banda de suport de Bob Marley & The Wailers. Vegeu-ne altres significats a «Wailers (desambigüació)». |

The Wailers Band fou la banda de suport de Bob Marley & The Wailers des de l'any 1974 fins a la mort de Bob Marley, el 1981.
Marley començà a tocar originalment amb els The Wailers, amb Bunny Wailer i Peter Tosh. Després de la separació d'aquest grup, Bob Marley va formar el seu grup Bob Marley & The Wailers, amb la Wailers Band com a banda de suport, i el grup I Threes com a veus de suport. La Wailers Band estava formada, entre d'altres, pels germans Aston i Carlton Barrett, que prèviament havien estat membres de la banda d'estudi de Lee "Scratch" Perry, els Upsetters, amb qui The Wailers havia gravat algunes de les seves cançons més notables.
Després de la mort de Bob Marley l'any 1981, la Wailers Band passà a ser liderada per Junior Marvin i Aston Barrett.
La banda continua tocant en concerts. La primavera del 2010 estaran de gira amb el grup 311, principalment en illes del nord-oest del Pacífic. Els membres actuals són: Elan Atias (veu), Aston Barret (baix), Keith Sterling (teclats), Anthony Watson (bateria), Audley Chisholm (guitarra rítmica), Chico Chin (trompeta), Everald Gayle (trombó), i Brady Walters i Cegee Victory (veus).
L'any 2008, els ex-Wailers Junior Marvin, Al Anderson i Earl "Wya" Lindo van començar a tocar sota el nom d'Original Wailers.

## Discografia

### Àlbums (després de 1981)
- Live (2003)
- Live In Jaimaica (2001)
- Live at Maritime Hall (1999)
- My Friends (1995)
- JAH Message (1994)
- Majestic Warriors (1991)
- I.D. (1989)

### Amb altres artistes
- "Everybody Wants To Go To Heaven" amb Kenny Chesney (2008)
- "Makisupa Policeman" amb Sharin' in the Groove (2001)
- Jerusalem amb Alpha Blondy (1986)
- Inkarnation, amb Iya Karna (1998)